# The Hollywood Vampires

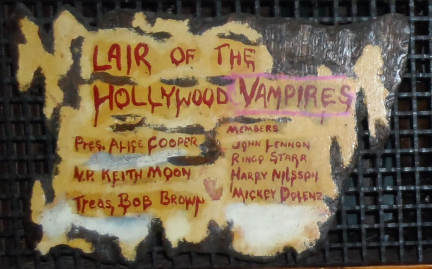
The Lair of The Hollywood Vampires.

The Hollywood Vampires var en dryckesklubb för rockstjärnor under 1970-talet som höll till på vinden till Rainbow Bar and Grill i västra Hollywood.  Klubbpresident var Alice Cooper, övriga medlemmar var bland annat Keith Moon, Harry Nilsson, John Lennon och Ringo Star.

## Supergruppen
2015 tillkännagav Alice Cooper, Joe Perry och Johnny Depp att de bildat ett band med samma namn som dryckesklubben. Ett självbetitlat album släpptes 11 september 2015 och är enligt medlemmarna en hyllning till 1970-talets rockstjärnor som dog på grund av sitt leverne. Många artister gästar albumet, som bland annat innehåller det som kom att bli Christopher Lees sista medverkande i musikaliska sammanhang.